# Дацюк Павло Валерійович
Павло Валерійович Дацюк (рос. Павел Валерьевич Дацюк; 20 липня 1978, м. Свердловськ, СРСР) — російський хокеїст, центральний нападник. Заслужений майстер спорту Росії (2012),  Олімпійський чемпіон (2018).
Вихованець хокейної школи «Юність» (Єкатеринбург). Виступав за «Спартак»/«Динамо» (Єкатеринбург), «Ак Барс» (Казань), «Динамо» (Москва), ЦСКА, Детройт Ред-Вінгс.
В чемпіонатах НХЛ — 953 матчі (314+604), у турнірах Кубка Стенлі — 157 матчів (42+71).
У складі національної збірної Росії учасник зимових Олімпійських ігор 2002, 2006, 2010 і 2014 (23 матчів, 5+15), учасник чемпіонатів світу 2001, 2003, 2005, 2010, 2012 та 2016 (49 матчів, 14+27), учасник Кубка світу 2004 та 2016 (6 матчів, 1+2).
Досягнення
- Бронзовий призер зимових Олімпійських ігор (2002)
- Чемпіон світу (2012), срібний призер (2010), бронзовий призер (2005)
- Володар Кубка Стенлі (2002, 2008)
- Чемпіон Росії (2005)
- Учасник матчу всіх зірок НХЛ (2004, 2008, 2009, 2012)

Нагороди
- Пам'ятний трофей Леді Бінг (2006, 2007, 2008, 2009)
- Трофей Френка Дж. Селке (2008, 2009, 2010).